# Талемаитога Туапати
Талемаитога Туапати (енгл. Talemaitoga Tuapati; 16. август 1985) професионални је фиџијански рагбиста и репрезентативац, који тренутно игра за француског друголигаша Провинс рагби. Професионалан играч је постао тек 2012. када је потписао за Саутленд. Пре тога играо је за аматерске тимове Мидлендс, Вудлендс и Пиратс Олд бојс. Бриљирао је у пацифичком купу нација 2010. па је добио позив да буде део репрезентације Фиџија на светском првенству 2011. 